# Bois-Carré Military Cemetery
Ne doit pas être confondu avec Bois-Carré British Cemetery.
Le Bois-Carré Military Cemetery est un cimetière de la Première Guerre mondiale situé à Haisnes dans le département français du Pas-de-Calais. Le cimetière est entretenu par la Commonwealth War Graves Commission.

## Sépultures
| Pays        | Sépultures |
| ----------- | ---------- |
| Royaume-Uni | 227        |
| Total       | 227        |

## Pour approfondir